# Ctenidium procerrimum
Ctenidium procerrimum là một loài Rêu trong họ Hypnaceae. Loài này được (Molendo) Lindb. mô tả khoa học đầu tiên năm 1882.